# Сокілець (Кам'янець-Подільський район)

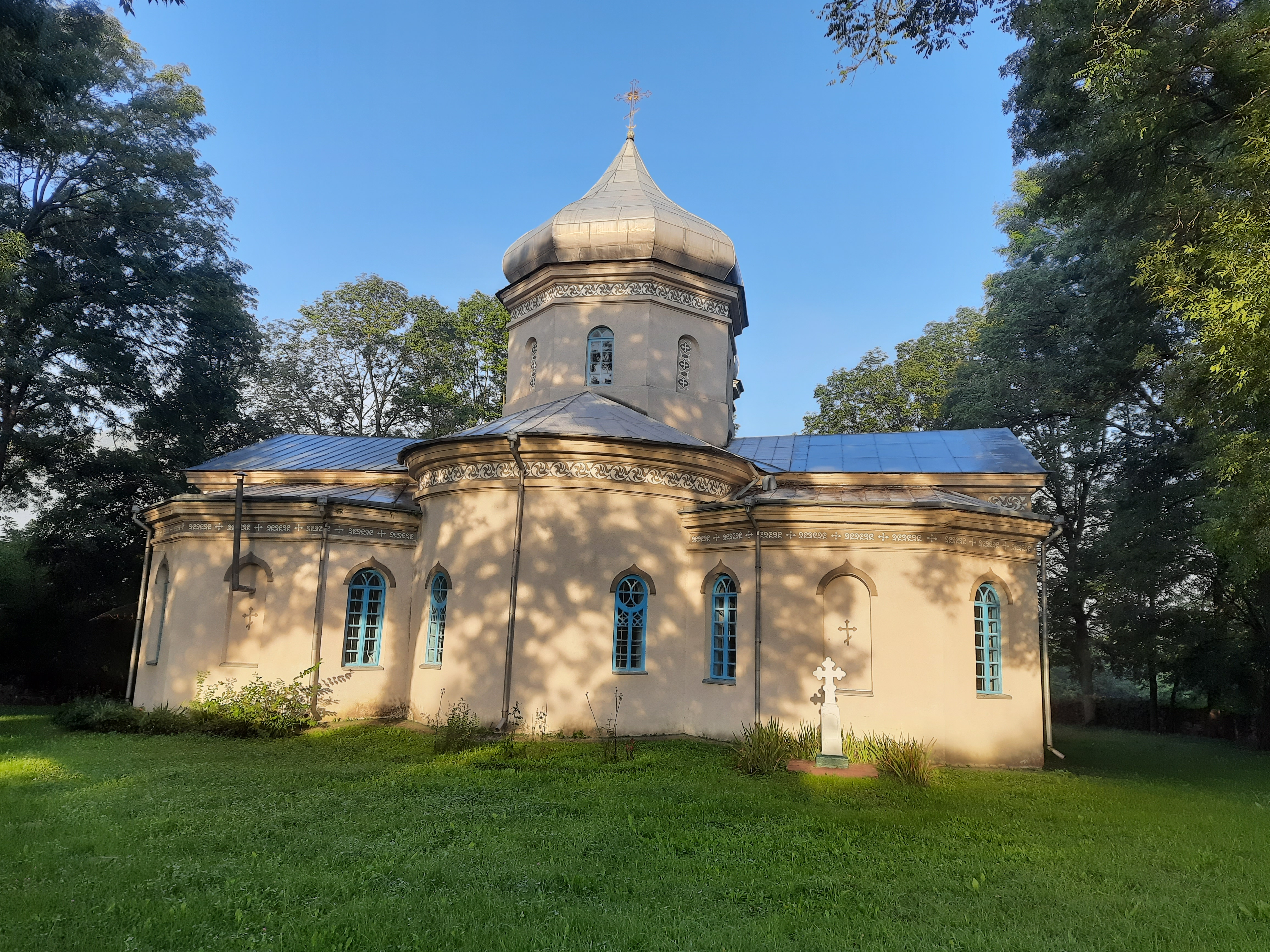
Покровська церква

Сокіле́ць — село в Україні, у Дунаєвецькій міській територіальній громаді Хмельницької області.

## Загальні відомості
Село розміщується в новоутвореному гирлі річки Ушиці, на затопленому Дністровським водосховищем річищі. Із заходу воно примикає до селищ Бучая та Загоряни Новоушицького району, на південь від села знаходяться Липи Кам'янець-Подільського району, на північ — Тимків та Лисець.
У селі струмок Голова впадає у річку Ушицю.

### Клімат
Сокілець знаходяться в межах вологого континентального клімату із теплим літом. Але діяльність людини досить часто призводить до екоциду, поганих змін та глобального потепління. Рівень наповнення річок водою по області становить лише 20 % від необхідного стандарту, значна частина земної поверхні стає посушливою. Для покращення ситуації варто було б проводити ревайлдинг, відновлювати екосистеми та лісові насадження.

## Історія
Сокілець уже існував під час Галицького князівства. 1240 року монголо-татари зруйнували місцевий замок.
1395 року поселення витримало облогу литовського князя Вітовта.

### Період королівства Польського.
Перші писемні відомості про село Сокілець відносяться до 1535 р. Тоді воно належало Катерині Подвербецькій. Згідно поборового реєстру 1552 р. село не було заселене. В податковому реєстрі 1563 року вказано, що село Сокілець є висілком Бучаї, в тому ж році в селі було лише 2 плуги (одиниці оподаткування, те саме, що і дворища).

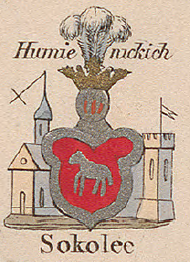
Сокілець на мапі Зигмунда Герстмана

В другій половині 16 ст. Сокілець належав родині Закревських. На початку 17 ст. власником села Сокільця стає Войцех Гумецький, кам'янецький ґродський писар, дідич Рихти та Тинни. Після його смерті в 1618 р. Сокільцем володів його син Олександр Гумецький. В роки його володіння Сокілець піднявся до статусу містечка. В 1629 р. тут було 76 димів.
20 липня 1630 р. у Варшаві король Сигізмунд ІІІ Ваза на прохання власника Сокільця Олександра Гумецького запровадив два щорічних ярмарки; один на Спаса, другий — на Покрови, а також один щотижневий торг щочетверга. Ярмарки повинні були відбуватися на свята згідно «старого календаря».
Через повстання та війни 1648—1650 рр. містечко було майже повністю спустошене, в 1650 р. тут було лише 3 будинки («халуп»). Сокільцем в цей час володів син Олександра — Томаш Гумецький, королівський ротмістр.
За наступне десятиліття Сокілець втратив і статус містечка, в подимному реєстрі 1661 р. воно значиться як «село», було також 3 будинки.
За версією дослідників, домініканський монастир виник у Сокільці приблизно у 1660-х роках. Початково він був дерев’яним, а у 1804 році, завдяки пожертвам прихожан, розпочалося будівництво мурованого храму. Завершили його у 1821 році. Проте вже у 1832-му, після Листопадового повстання (1830–1831) і репресій проти римо-католицької церкви, монастир ліквідували, залишивши костел діяти до початку ХХ століття. За османського панування храм занепав, і ходять перекази, що тут функціонувала мечеть – хоча документальних підтверджень немає.
Податкові документи 1681 р. свідчать, що за часів турецького панування на Поділлі, Сокілець був повністю спустошений.
Після звільнення Поділля від турецького панування 1699 р. Сокілець поволі відновлювався впродовж 18 ст., в 1788 р. в містечку було 137 будинків.
У 1723 році коштом подільського воєводи Стефана Гумецького в Сокільці постав монастир домініканців з костелом святого Роха.
Сокілець був місцем проживання не великої єврейської громади. В 1765 році кагал містечка Сокілець налічував 163 особи. В 1775 р. в містечку проживало 45 євреїв.

### Період Російської імперії.
На зламі 18-19 століть в містечку діяли суконна фабрика та шкіряний завод поміщика Людвика Тшетецького.
В 1820 р. в містечку було 365 будинків. Сокілець належав поміщику Людвіку Тшетецькому, ротмістру.
В 1829 р. Матеуш Іжицький герба Боньча купив Борсуківці, Попівці та частину Сокільця.
1840 року збудована церква Покрови.
В 1845—1850 рр. поміщиками в Сокільці були: спадкоємці Олександра Скальського, Ксаверій Левандовський та Матеуш Іжицький.
Згідно перепису 1897 р. в містечку проживало 2746 осіб, з них 1834 православних, 747 юдеїв та 165 католиків.
В 1898 р. землеволодільцями в містечку були Октавіан Юлійович Іжицький (володів тут 230 десятинами землі, проживав у Борсуківцях) та Йосиф Григорович Поповський (проживав у Миньківцях).
Завдяки енциклопедії Брокгауза та Єфрона (1890—1916 рр.) дізнаємося, що Сокілець в часи панування російської влади на теренах Поділля відносився до Подільської губернії. На ті часи населення тут становило 2057 чоловік. Діяли 2 водяних млина, православна церква, костел і синагога.

### ХХ століття

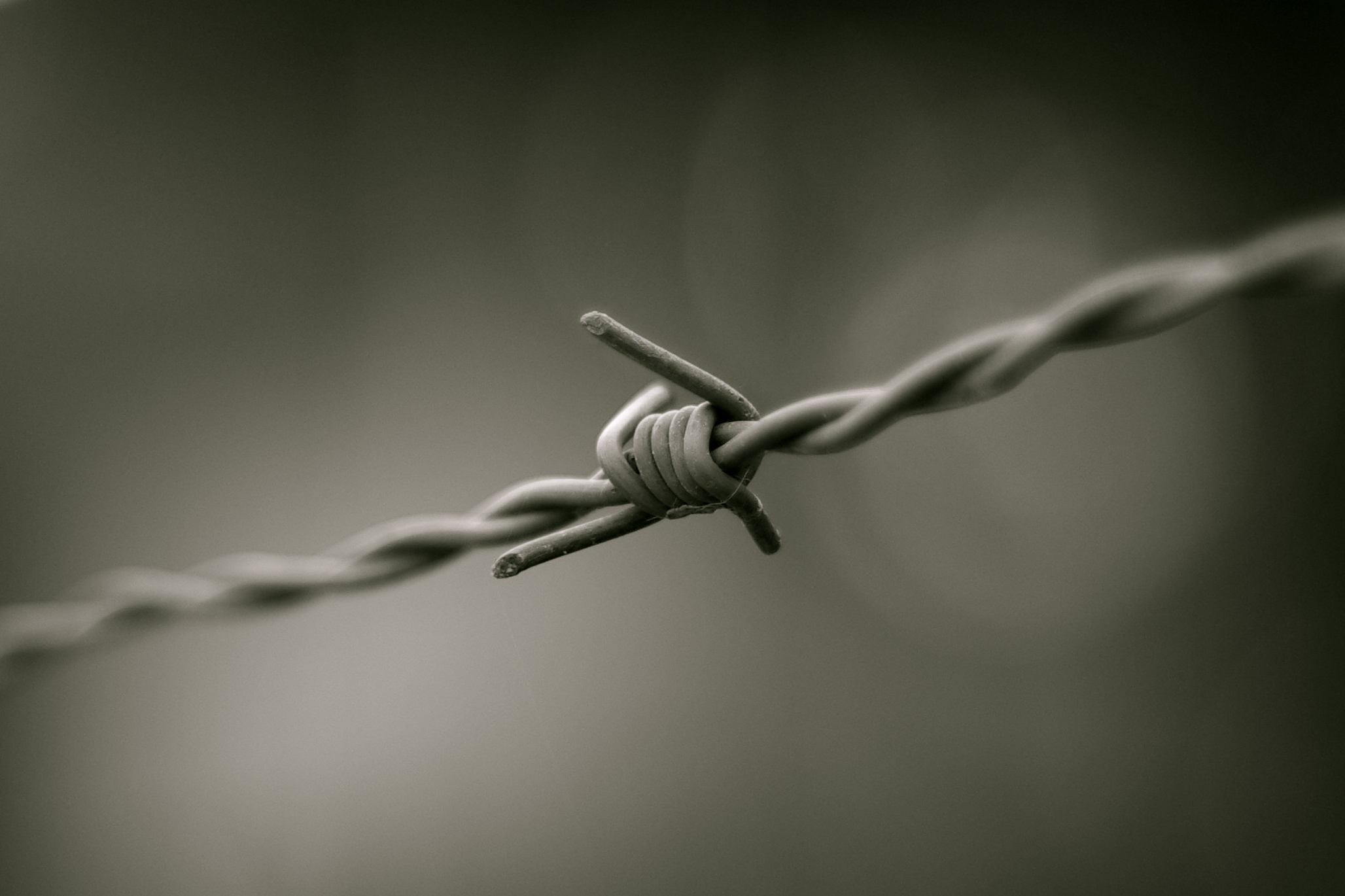
[http://www.reabit.org.ua/nbr/?st=3®ion=&ss=Рудківці&logic=or&f1_type=begins&f1_str=&f2_type=begins&f2_str=&f3_type=begins&f3_str=&f4_from=&f4_till=&f7%5B%5D=all&f14%5B%5D=all#list Національний банк репресованих

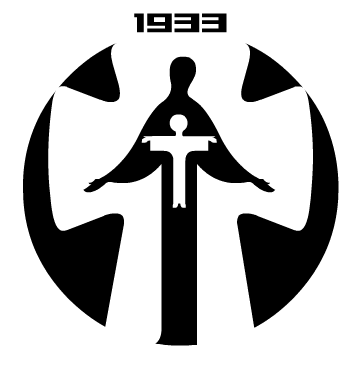
[https://victimsholodomor.org.ua/khmelnytsky/easytable/25-peoples-new.html?start=300 Список жертв Голодомору, Хмельницька область

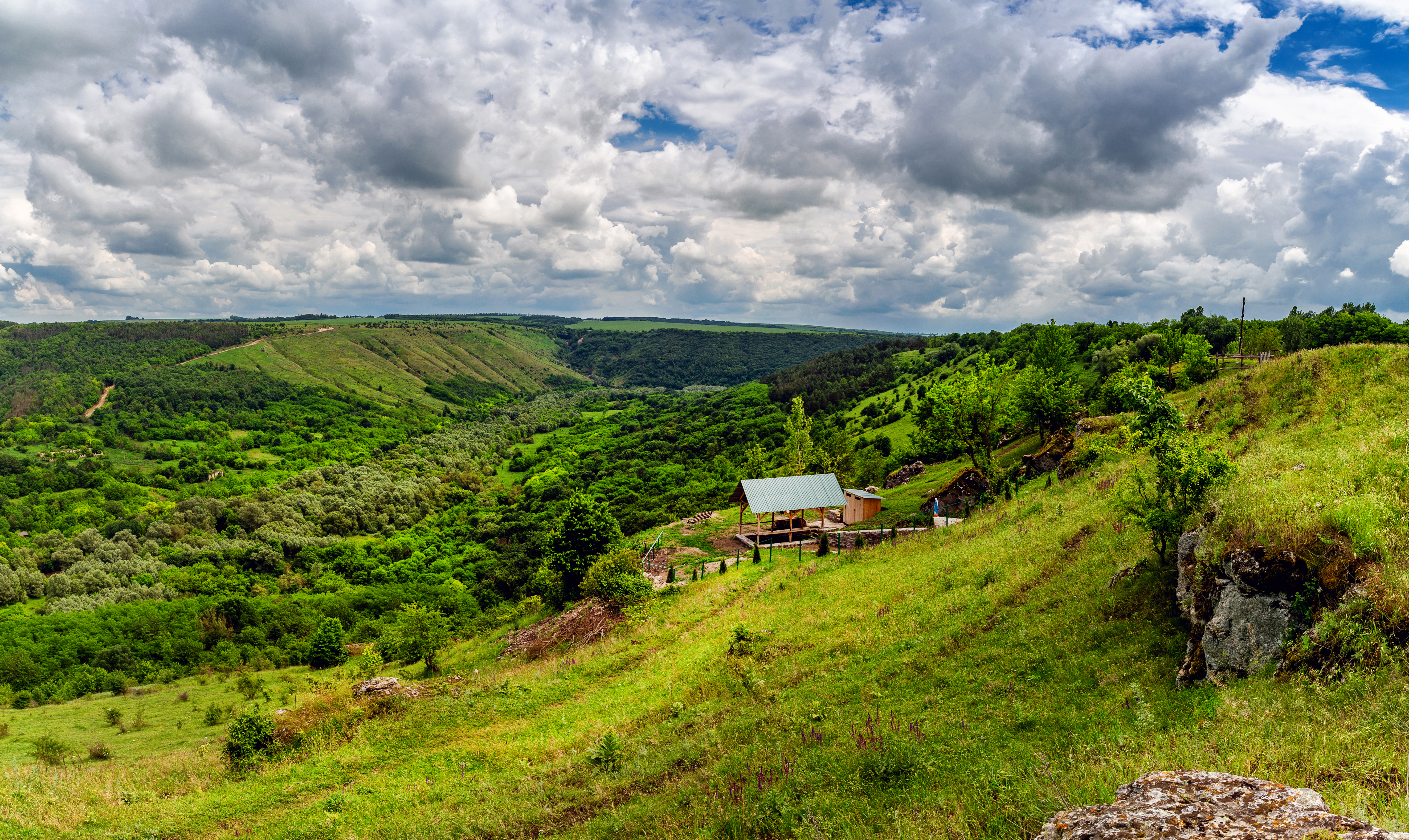
Каньйон біля села Сокілець

Перед початком Першої світової війни в містечку було 507 дворів, 2976 мешканців. Діяла міщанська управа, було однокласне сільське училище, аптека, артіль чоботарів, два бакалійних магазинів, винний магазин № 104, шкіряних товарів, діяло кредитне товариство, млин, чайна, кожних два тижні у вівторок відбувався базар.
До ХХ століття включно (тобто до наказу покинути населенню це село в зв'язку з побудовою Дністровської ГЕС), тут зберігалось середньовічне планування. До самого останнього тижня на Базарній площі проводилися ярмарки. Неподалік знаходилася ратуша, костел, навіть залишки фортеці. Тут добували вапняковий камінь, неподалік било мінеральне джерело. Місто Сокілець було оточено кам'яним муром завширшки 1 м. Висота збережених частин складає 2-3 м.
7 (20) листопада 1917 року, відповідно до Третього Універсалу Української Центральної Ради, поселення Сокілець увійшло до складу Української Народної Республіки.
Внаслідок поразки Визвольних змагань на початку XX століття, село надовго окуповане російсько-більшовицькими загарбниками.
Радянська окупація принесла колективізацію та розкуркулення, мешканці села зазнали репресій. Багатьох частинах Поділля відбувались масові селянські повстання, проти радянської влади.
В 1932–1933 селяни села пережили голодомор.
Роки Великого терору 1936-1937 вбито осіб різних національностей і професій, багато людей було виселлено як сім'ї «ворогів народу».
По закінченню Другої світової війни у 1946—1947 роках мешканці села вчергове пережили голод.
При будівництві Дністровської ГЕС у 1973 р. село підпадало під затоплення (як сталося, наприклад, з Бакотою, Калюсом, та іншими давньоруськими містами, а на той час селами). Мешканці були терміново переселені на високий правий берег Ушицького каньйону. Проте інженери допустили помилку — рівень підйому води виявився нижчим ніж було розраховано. Завдяки цій помилці і збереглася історична частина села.
З 1991 року в складі незалежної України.
13 серпня 2015 року шляхом об'єднання сільських рад, село увійшло до складу Дунаєвецької міської громади. Об'єднання в громаду має створити умови для формування ефективної і відповідальної місцевої влади, яка зможе забезпечити комфортне та безпечне середовище для проживання людей.
17 липня 2020 року, в результаті адміністративно-територіальної реформи та ліквідації Дунаєвецького району, село увійшло до складу Кам'янець-Подільського району.

### Археологічні розвідки
У 1888 р. знайдено кам'яну сокиру. 1890 року — 2 полірованих крем'яних вістря та 2 фрагменти полірованих сокир з серпентину та граніту. У 1880 р. під час оранки поля віднайдено горщик з монетним скарбом, біля 200 монет. Також тут було виявлено підземний хід у більш ніж 200 м довжиною.

## Населення
Згідно з переписом УРСР 1989 року чисельність наявного населення села становила 717 осіб, з яких 306 чоловіків та 411 жінок.
За переписом населення України 2001 року в селі мешкали 653 особи.
Станом на 2015 рік населення становить 515 осіб (207 дворів), кількість жителів скоротилось на 21,13 % порівняно зі 2001 роком.

### Мова
У селі поширені західноподільська говірка та південноподільська говірка, що відносяться до подільського говору, який належить до південно-західного наріччя.
100 % населення вказало своєю рідною мовою українську мову.

## Визначні об'єкти

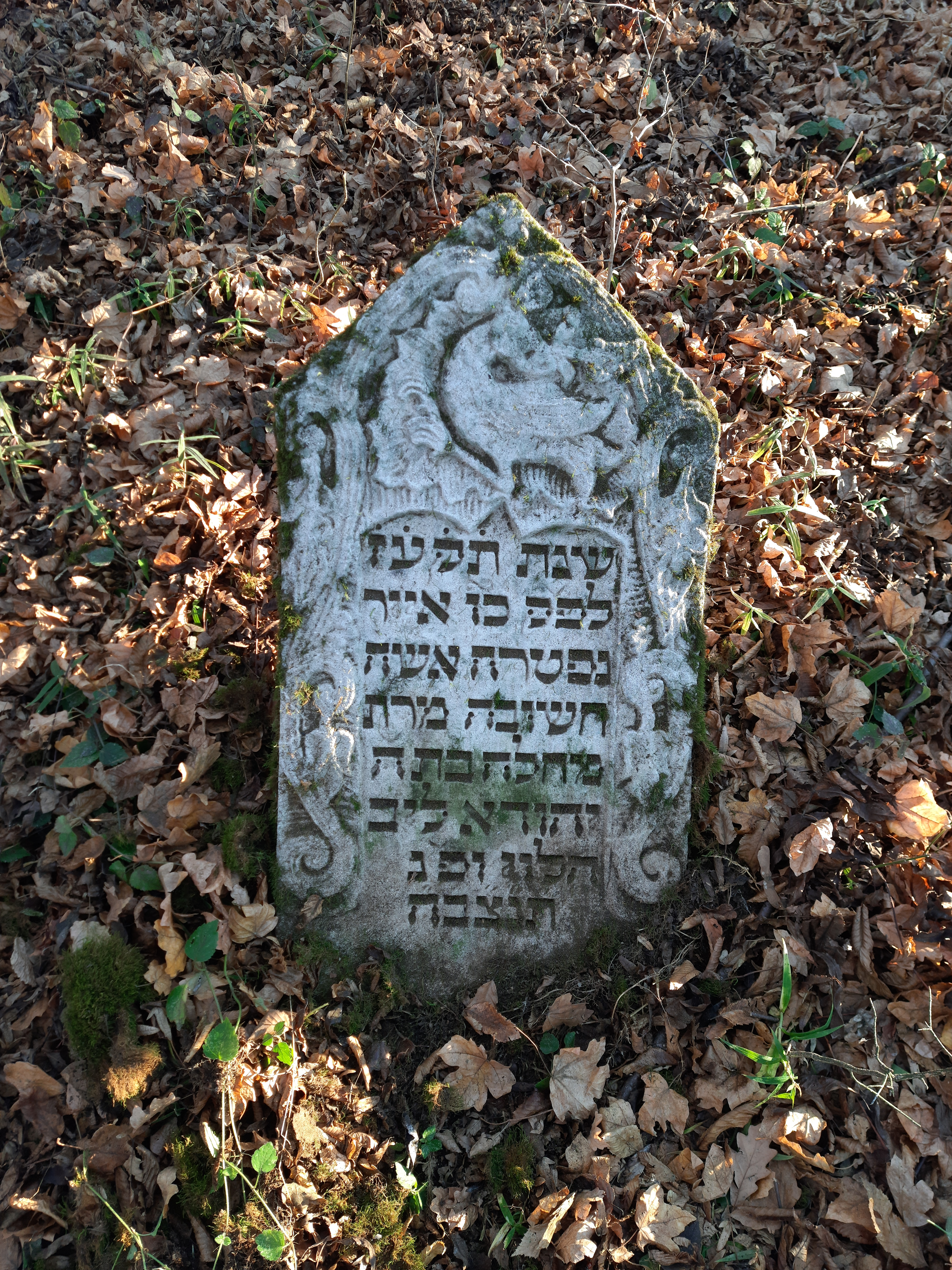
Нове єврейське кладовище

- Залишки костелу Богородиці закладеного 10 липня 1723 року коштом Катажини та Стефана Гуменецьких як костел св. Роха. Фундуш на унійну церкву та кляштор Доминіканців у вигляді коштів та земельних наділів надав тогочасний власник маєтностей подільський воєвода Стефан Гумецький[28]
- Православна церква Покрови, побудована 1840 р;
- Залишки печерного монастиря;
- Залишки міської оборонної стіни початку XVIII ст.;
- Городище ХІІ — першої пол. ХІІІ ст.
- Підплитковий та курганний могильники ХІІ-ХІІІ ст., урочище Батарея.
- Нове єврейське кладовище XIX ст.

## Відомі люди

### Уродженці
- Пантюк Сергій Дмитрович — український письменник, перекладач, редактор, журналіст, громадський діяч і видавець.

## Природоохоронні території
Село лежить у межах національного природного парку «Подільські Товтри».